# Петит-Ривьер-Нуар
Петит-Ривьер-Нуар (фр. Piton de la Petite Rivière Noire) — высочайшая гора на острове Маврикий. Высота — 828 м над уровнем моря. Находится в юго-западной части острова. На склонах горы берёт начало множество горных рек.
Гора находится на территории национального парка и биосферного резервата Блэк-Ривер-Горжес.